# دونگ یونگ
دونگ یونگ (چینی: 董勇؛ زادهٔ ۱۵ دسامبر ۱۹۶۸) بازیگر اهل چین است.
از فیلم‌های او می‌توان به بی‌باک اشاره کرد.